# Роде, Пьер
Пьер Роде точнее  Жак Пьер Жозеф Род (фр. Jacques Pierre Joseph Rode) ( 16 февраля 1774, Бордо, Франция — 25 ноября 1830, Шато-де-Бурбон, Франция) — французский скрипач и композитор.

## Биография
Пьер Роде родился 16 февраля 1774 года в городе Бордо во Франции. С шести лет начал заниматься на скрипке у местного музыканта Андре Жозефа Фовеля (старшего). В возрасте 14 лет его семья переехала в Париж, где ему бесплатно давал уроки известный итальянский скрипач Джованни Баттиста Виотти, восхищённый талантом Роде.
В 1790 году он впервые выступил на открытом концерте в Париже, где получил общественное признание. В том же году Роде начал работать в театре Фейдо в качестве концертмейстера вторых скрипок. В 1794 году музыкант впервые отправился на гастроли, выступив в Гамбурге и Берлине. Закончив турне, Роде отправился морем домой, в Бордо, но из-за плохой погоды корабль был вынужден взять курс на Англию. В Лондоне скрипач встретился со своим учителем, Виотти. Дать концерты, кроме одного благотворительного, музыканту не удалось, так как в лондонцы настороженно относились к французам, подозревая каждого в якобинских настроениях. Из британской столицы Роде отправился в Гамбург и через Нидерланды вернулся в 1795 году в Париж, где пробыл недолго, уехав впоследствии в Мадрид. На родину музыкант вернулся только в 1800 году.
Став солистом Парижской оперы, Роде также служил солистом инструментальной капеллы при дворе Наполеона I. В 1804—1809 годах вместе с французским композитором, автором многочисленных комических опер Франсуа Адриеном Буальдьё Пьер жил в Санкт-Петербурге, затем длительное время в Москве, находясь на службе в качестве придворного скрипача. Но из-за тяжёлого климата Роде был вынужден переехать обратно в Париж, где его новые произведения были восприняты достаточно холодно. Некоторые критики даже посчитали, что «его талант совершенно закончился в своём развитии». Это отрицательно сказалось на настроениях Роде, и до 1811 года он выступал только в домашнем кругу.
В 1811 году музыкант отправился в турне по Германии и Австрии, во время которого под его влиянием Людвиг ван Бетховен написал свою последнюю сонату для скрипки, Десятую скрипичную сонату. Тем не менее выступления Роде не имели прежнего успеха, из-за чего скрипач на пятнадцать лет порвал с искусством. Только в 1828 году музыкант дал концерт в Париже, который потерпел неудачу. Это привело к тяжёлой болезни, а затем к параличу Пьера Роде.
Пьер Роде умер в Шато-де-Бурбоне в 1830 году.

## Произведения
Роде унаследовал стиль своего известного учителя, придав ему больше мягкости и нежного чувства. Широко использовал портаменто. Вместе с Родольфом Крейцером и Пьером Байо Роде участвовал в написании знаменитой скрипичной «Школы Парижской консерватории», которая стала классическим пособием для обучения.
Музыкант также исполнял камерную музыку, но основа его репертуара была сформирована концертами Джованни Баттиста Виотти, которые стали прообразом его собственных концертов.
Всего Пьер Роде написал 13 концертов для скрипки и множество других произведений для этого инструмента. Несмотря на то, что композитор оказал большое влияние на развитие романтических концертов, его произведения в настоящее время исполняются достаточно редко. Творчество Роде наложило отпечаток на творчестве Луи Шпора, который полностью перенял и развил его стиль. Также известно, что Никколо Паганини написал свой Ре-мажорный концерт по схеме Первого концерта Роде.